# ABC-fabrikerna

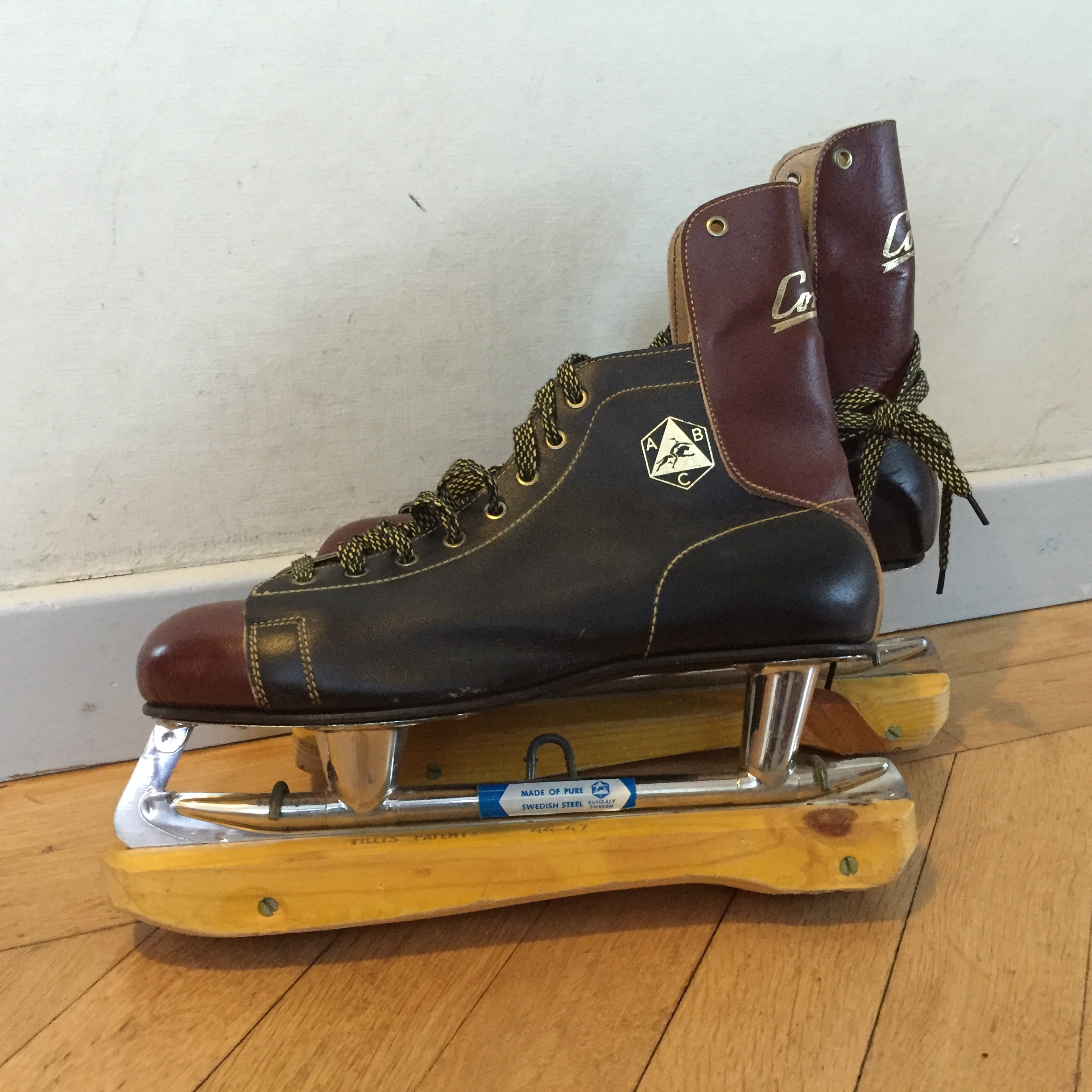
Skridskor från ABC-fabrikerna.

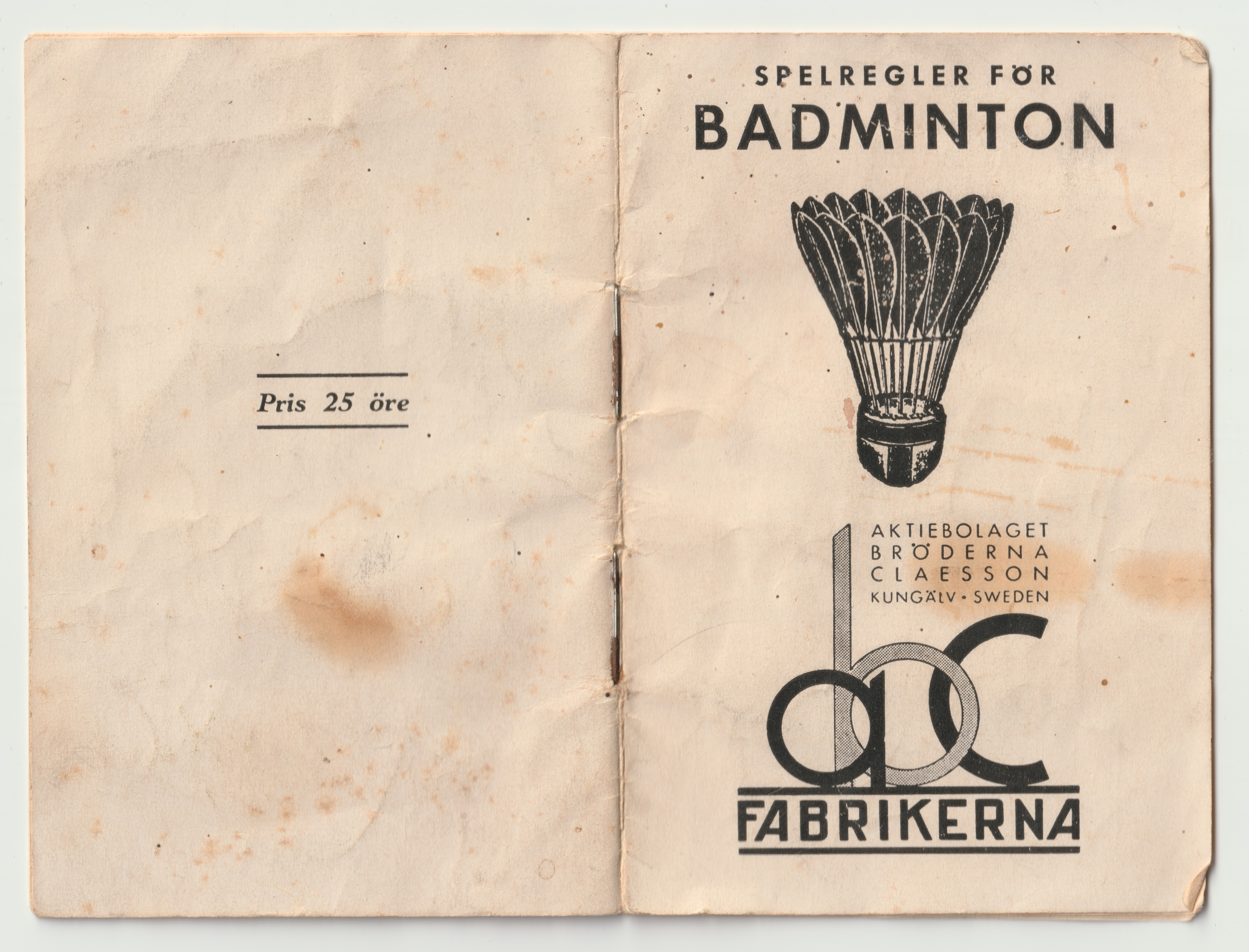
ABC-fabrikernas (äldre) logotyp på manual till badmintonnät från 1937.

ABC-fabrikerna (AB Bröderna Claesson) var fabriker som mellan åren 1909 och 1976 tillverkade sportutrustning som ishockeyhjälmar och skridskor, samt fritidsprodukter som tält, solstolar och båtar. 
Tillverkningen skedde dels i en stor fabrik i centrala Kungälv, dels i de lokaler som idag hyser 24Storage i Ytterby utanför Kungälv. I Kungälv tillverkades, ryggsäckar, väskor och tält. Där tillverkades och förnicklades alla metalldelar som användes. En storsäljare var hopfällbara campingbord med fyra tillhörande fällbara stolar, stolarna kunde förvaras inuti bordet när detta var hopfällt. I Ytterby tillverkade större väskor, samt skidor, stavar och båtar.
Båtar som tillverkades var Lill Triss, Trissjollen och Triss Giggen, vilka var öppna osänkbara segeljollar som alla var mycket populära. Senare kom även Stor Triss MK1 (blåvit) och Stor Triss MK2 (rödvit), två ruffade segelbåtar 5,70 långa.
De sista åren kom Triss Magnum (en 6 meter lång, ruffad seglare). Den största båten var Trisskryssaren, en dubbelruffad segelbåt med inombordare. 
ABC-fabrikerna var Kungälvs största arbetsplats under många decennier. ABC-fabriker lades ner successivt under början av 70-talet efter att ha sålts till Jofa som i sin tur köptes av Volvo. Tillverkningen i Kungälv lades ned 1976 och fabrikskomplexet revs 1982 för att ge plats åt bostäder.
Det finns en bok om ABC-epoken.